# 더 레볼루션
레볼루션(Revolution)은 TNA에서 활동하던 프로레슬링 악역 스테이블이다. 2014년 8월 27일 제임스 스톰에 의해 결성되었으나 2015년 9월 23일 그 다음날에서는 갈등이 심해서 다음날 TNA 임팩트에서 매닉, 어비스가 결국 제임스 스톰한테 배신을 해서 해체되고 만다.

## 멤버

### 멤버들
| 현 멤버들          | 날짜                               |
| ------------------ | ---------------------------------- |
| 제임스 스톰 (리더) | 2014년 8월 27일 - 2015년 9월 30일  |
| 그레이트 사나다    | 2014년 8월 27일 - 2015년 4월 16일  |
| 매닉               | 2014년 9월 17일 - 2015년 9월 30일  |
| 어비스             | 2014년 11월 12일 - 2015년 9월 30일 |
| 코야               | 2015년 1월 23일 - 2015년 8월 5일   |

## 레슬링
- 레슬링 기술

- - 제임스 스톰

- -     - 라스트 콜 (슈퍼킥)

- - 어비스

- -     - 블랙 홀 슬램 (스윙 사이드 슬램)

- - 매닉

- -     - 프로그 스플래쉬

- - 더 그레이트 사나다

- -     - 슈퍼킥

- - 코야

- -     - 스카이 하이(싯아웃 스파인버스터)

## 챔피언
- TNA
  - ** TNA 월드 태그팀 챔피언 1회 (현 챔피언) - (제임스 스톰 & 어비스)

## 같이 보기
- TNA